# Ceață în august
Ceață în august (în germană Nebel im August) este un roman din 2008 scris de autorul german Robert Domes. Personajul principal este un băiat de 14 ani de etnie ienișă, Ernst Lossa, care a fost ucis prin eutanasiere de naziști.

## Subiect
În 2002, Domes a început să studieze viața lui Ernst Lossa, un băiat nomad de etnie ienișă care a călătorit în sudul Germaniei. Ernst a fost separat de părinții săi în 1933, a fost considerat orfan și a fost trimis pentru prima dată la orfelinat în 1942, apoi transferat la un centru de detenție pentru copii și, în final, la un spital de psihiatrie la vârsta de doisprezece ani. Acolo a fost ucis în 1944, la 14 ani, cu o supradoză de morfină și scopolamină. El a fost unul dintre cele cel puțin 200.000 de victime ale programului de eutanasiere a copiilor în cadrul național-socialismului.
Domes a descris viața lui Ernst Lossa în acest roman, care a fost publicat de CBT (Random House) în 2008, ca o carte pentru copii. Este inclusă în prezent în programul școlar. A primit numeroase premii.
În septembrie 2016, a fost lansată drama Ceață în august, o ecranizare a romanului semnată de regizorul german Kai Wessel. A fost unul dintre cele opt filme germane înaintate la premiul Oscar pentru cel mai bun film străin în 2017, dar nu a fost selectat.